# Cattedrale di Cristo (Hartford)
La cattedrale di Cristo (in inglese: Christ church cathedral) è la cattedrale episcopale di Hartford, in Connecticut, Stati Uniti d'America. La chiesa è sede della diocesi episcopale del Connecticut.

## Storia
La chiesa neogotica fu costruita tra il 1827 e il 1829, su progetto iniziale era di Ithiel Town, ed è stata inserita nel registro nazionale dei luoghi storici nel 1983. La chiesa è a pianta rettangolare con una torre quadrata posta sul lato est completata nel 1839. Il coro, la cappella e gli uffici parrocchiali sono stati aggiunti nel 1879.